# Temporada 1961-62 de los New York Knicks
La temporada 1961-62 fue la decimosexta de los New York Knicks en la NBA. La temporada regular acabó con 29 victorias y 51 derrotas, ocupando el último puesto de la división, no logrando clasificarse para los playoffs por segundo año consecutivo.

## Elecciones en elDraft
| Ronda | Puesto | Jugador           | Posición  | Nacionalidad   | Universidad     |
| ----- | ------ | ----------------- | --------- | -------------- | --------------- |
| 1     | 2      | Tom Stith         | Alero     | Estados Unidos | St. Bonaventure |
| 2     | 10     | Whitey Martin     | Base      | Estados Unidos | St. Bonaventure |
| 3     | 24     | Tony Jackson      | Base      | Estados Unidos | St. John's      |
| 4     | 33     | George Blaney     | Base      | Estados Unidos | Holy Cross      |
| 5     | 42     | Bill Smith        | Escolta   | Estados Unidos | Saint Peter's   |
| 6     | 51     | Cleveland Buckner | Ala-Pívot | Estados Unidos | Jackson State   |
| 7     | 60     | Donnie Butcher    | Base      | Estados Unidos | Pikeville*      |
| 11    | 92     | Kevin Loughery    | Base      | Estados Unidos | St. John's      |

## Temporada regular
| División Este           | División Este | División Este | División Este | División Este | División Este | División Este | División Este | División Este |
| Equipo                  | G             | P             | %             | PD            | Casa          | Fuera         | Neutral       | Div           |
| ----------------------- | ------------- | ------------- | ------------- | ------------- | ------------- | ------------- | ------------- | ------------- |
| x-Boston Celtics        | 60            | 20            | .750          | –             | 23–5          | 26–12         | 11–3          | 26–10         |
| x-Philadelphia Warriors | 49            | 31            | .613          | 11            | 18–11         | 19–19         | 12–1          | 18–18         |
| x-Syracuse Nationals    | 41            | 39            | .513          | 19            | 18–10         | 11–19         | 12–10         | 17–19         |
| New York Knicks         | 29            | 51            | .363          | 31            | 19–15         | 2–23          | 8–13          | 11–25         |

## Estadísticas
| Rk | Jugador           | Edad | P  | PT | MP   | TC   | TCI  | %TC  | 3P | 3PI | %3P | TL  | TLI | %TL  | RO | RD | RT   | AS  | RB | TAP | BP | FP  | PTS  |
| 1  | Richie Guerin     | 29   | 78 |    | 42.9 | 10.8 | 24.3 | .442 |    |     |     | 8.0 | 9.8 | .820 |    |    | 6.4  | 6.9 |    |     |    | 3.8 | 29.5 |
| 2  | Willie Naulls     | 27   | 75 |    | 39.7 | 10.0 | 24.0 | .415 |    |     |     | 5.1 | 6.1 | .842 |    |    | 11.6 | 2.6 |    |     |    | 3.5 | 25.0 |
| 3  | Johnny Green      | 28   | 80 |    | 34.9 | 6.3  | 14.6 | .436 |    |     |     | 3.3 | 5.4 | .601 |    |    | 13.3 | 2.4 |    |     |    | 3.3 | 15.9 |
| 4  | Al Butler         | 23   | 54 |    | 36.5 | 6.2  | 13.4 | .463 |    |     |     | 2.3 | 3.3 | .705 |    |    | 6.0  | 3.7 |    |     |    | 2.7 | 14.7 |
| 5  | Phil Jordon       | 28   | 76 |    | 28.9 | 5.3  | 13.5 | .392 |    |     |     | 1.3 | 2.2 | .571 |    |    | 6.3  | 2.1 |    |     |    | 3.4 | 11.9 |
| 6  | Dave Budd         | 23   | 79 |    | 17.3 | 2.4  | 5.5  | .436 |    |     |     | 1.7 | 2.9 | .597 |    |    | 4.4  | 1.1 |    |     |    | 2.1 | 6.5  |
| 7  | Cleveland Buckner | 23   | 62 |    | 11.2 | 2.5  | 5.9  | .431 |    |     |     | 1.3 | 2.1 | .624 |    |    | 3.8  | 0.6 |    |     |    | 1.8 | 6.4  |
| 8  | Darrall Imhoff    | 23   | 76 |    | 19.5 | 2.4  | 6.3  | .386 |    |     |     | 1.1 | 1.8 | .576 |    |    | 6.2  | 1.1 |    |     |    | 3.0 | 5.9  |
| 9  | Sam Stith         | 24   | 32 |    | 13.8 | 1.8  | 5.1  | .364 |    |     |     | 0.7 | 1.2 | .605 |    |    | 1.6  | 1.9 |    |     |    | 1.7 | 4.4  |
| 10 | Whitey Martin     | 22   | 66 |    | 15.4 | 1.4  | 4.4  | .325 |    |     |     | 0.6 | 0.8 | .673 |    |    | 2.4  | 1.7 |    |     |    | 2.4 | 3.4  |
| 11 | George Blaney     | 22   | 36 |    | 10.1 | 1.5  | 3.9  | .380 |    |     |     | 0.3 | 0.5 | .529 |    |    | 1.0  | 1.3 |    |     |    | 0.9 | 3.3  |
| 12 | Donnie Butcher    | 25   | 47 |    | 10.2 | 1.0  | 3.3  | .310 |    |     |     | 0.9 | 1.5 | .609 |    |    | 1.7  | 1.1 |    |     |    | 1.3 | 2.9  |
| 13 | Bill Smith        | 22   | 9  |    | 9.2  | 0.9  | 3.7  | .242 |    |     |     | 0.8 | 0.9 | .875 |    |    | 1.8  | 0.8 |    |     |    | 0.7 | 2.6  |
| 14 | Ed Burton         | 22   | 8  |    | 3.5  | 0.9  | 1.8  | .500 |    |     |     | 0.1 | 0.5 | .250 |    |    | 0.6  | 0.1 |    |     |    | 0.4 | 1.9  |
| 15 | Doug Kistler      | 23   | 5  |    | 2.6  | 0.6  | 1.2  | .500 |    |     |     | 0.4 | 0.8 | .500 |    |    | 0.2  | 0.0 |    |     |    | 0.4 | 1.6  |

## Galardones y récords
| Jugador       | Galardón                    |
| Richie Guerin | 2º Mejor quinteto de la NBA |